# Affaire des sept docteurs

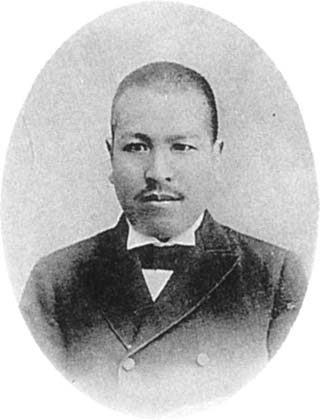
Photographie de Tomizu Hirondo, professeur de droit au centre de L'Affaire des sept docteurs

L'Affaire des sept docteurs (七博士意見書, Shichi Hakushi Ikensho), ou Affaire Tomizu du nom de son principal protagoniste Tomizu Hirondo, est une affaire qui touche à partir de 1903 les milieux politiques et académiques japonais sur fond de conflits grandissants entre la Russie et le Japon. Elle porte sur des tensions entre le gouvernement du premier ministre Katsura Tarō et un groupe d'universitaires issus de l'université impériale de Tōkyō qui conseille celui-ci :
- Tomii Masaaki
- Kiheiji Onozuka
- Sakuye Takahashi (en)
- Noburu Kanai (de)
- Tōru Terao (ja)
- Shingo Nakamura (en)

Elle atteint son apogée par le renvoi de Tomizu Hirondo de l'université impériale de Tōkyō le 25 août, et la démission de Yamakawa Kenjirō de la présidence de cette université en décembre de la même année. La communauté universitaire obtient la démission du ministre de l'éducation Kubota Yuzuru en décembre, ce qui participe à la crise qui voit Katsura Tarō démissionner de son poste de premier ministre en janvier 1906.

## Source
- (en) Byron K. Marshall, Academic Freedom and the Japanese Imperial University, 1868-1939, Berkeley, University of California Press, décembre 1992, 264 p. (ISBN 9780520078215, OCLC 25130703, présentation en ligne, lire en ligne)
- (ja) Michiko Miyatake, « Théorie et opinion publique concernant l'« incident des sept docteurs de l'université impériale » : exemple de relations entre médias et universitaires (「帝大七博士事件」をめぐる輿論と世論 : メディアと学者の相利共生の事例として?) », Journal of mass communication studies (マス・コミュニケーション研究?), vol. 70,‎ 2007, p. 157-175 (e-ISSN 2432-0838, DOI 10.24460/mscom.70.0_157, lire en ligne, consulté le 8 janvier 2021)